# أنيرجا

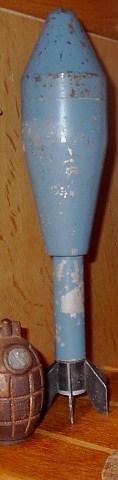
قذيفة أنيرجا

أنيرجا (ENERGA anti-tank rifle grenade) قذيفة بندقية مضادة للدبابات، هي قذائف مضادة للدبابات تطلق من بندقية تقذف من قبلها مليئة بالبالستيت ballistite خرطوشة فارغة.
واسم Energa أتى من شركة في ليختنشتاين التي صممتها.
أول إصدار كان الخمسينيات القرن العشرين.